# Prosopocera snizeki
Prosopocera snizeki là một loài bọ cánh cứng trong họ Cerambycidae.